# John Cooper Clarke

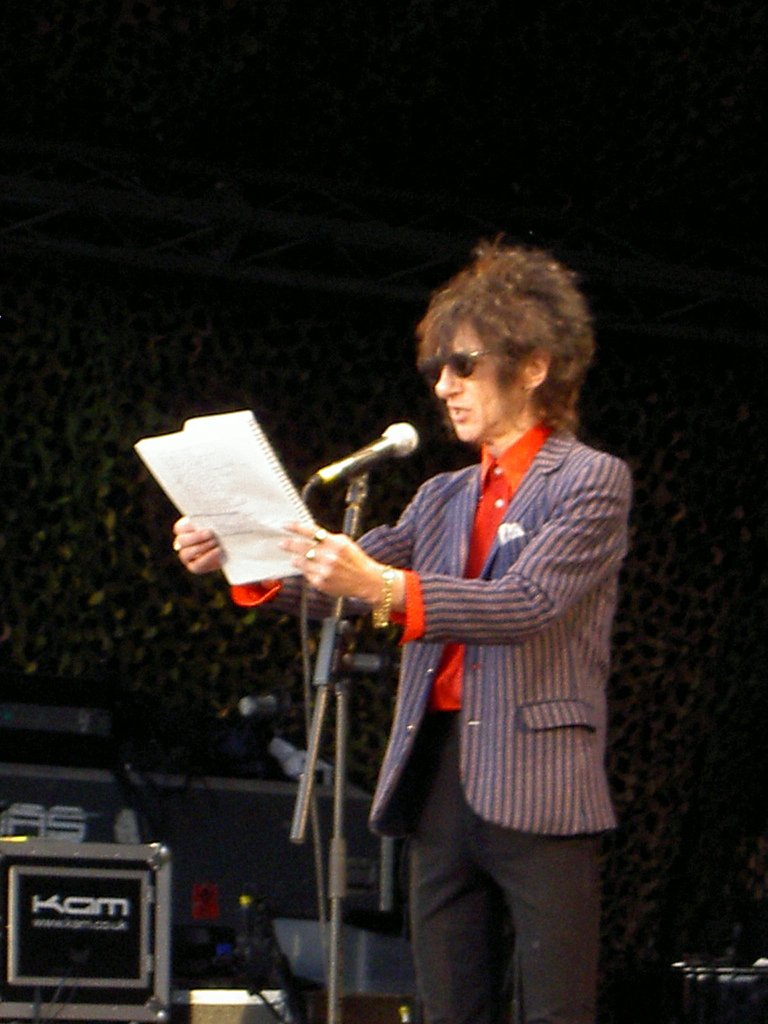
John Cooper Clarke en vivo, 2006.

John Cooper Clarke (nacido el 25 de enero de 1949) es un poeta, actor y comediante inglés que se autodenominó "poeta punk" a finales de la década de 1970.

## Trayectoria
Durante la década de 1970 y principios de la de 1980, publicó varios álbumes musicales, de palabra hablada y actuó con bandas de punk y post-punk como The Invisible Girls -siendo este grupo de apoyo para sus primeros discos de poesía-, Joy Division o The Mescaleros. También ha actuado en el mismo cartel con bandas como Sex Pistols, The Fall, Buzzcocks, Siouxsie and the Banshees, Elvis Costello, Rockpile y New Order, entre otros, casi siempre abriendo sus shows. Su repertorio se caracteriza por interpretaciones rápidas y animadas de sus poemas, generalmente interpretadas a capela. 
Su poema más famoso es «I Wanna Be Yours», que fue adaptado por Arctic Monkeys para el quinto álbum de la banda, AM, lanzado el 9 de septiembre de 2013. Clarke reutilizó el título del poema para su autobiografía publicada en 2020.
Otro poema de Clarke es «Out of Control Fairground». Este se imprimió dentro del CD Fluorescent Adolescent de 2007 de Arctic Monkeys. El poema también es la inspiración detrás del video del sencillo, en el que los payasos pelean. Alex Turner, líder de la banda, ha dicho que le gusta mucho el trabajo de Clarke y se inspira en las letras de sus poemas.
«Evidently Chickentown» es otro texto clave de Cooper Clarke. El poema utiliza repetidas blasfemias para transmitir una sensación de futilidad y exasperación. El mismo, fue usado es el episodio 79 de la serie de televisión de HBO Los Soprano titulado 'Stage 5'. 
También ha trabajado en cine. En la actualidad sigue presentándose en vivo.

## Discografia

### Álbumes
- Où est la maison de fromage? (1978), Rabid
- Disguise in Love (1978), Epic – AUS No. 100
- Walking Back to Happiness (1979), Epic (Live album)
- Snap, Crackle & Bop (1980), Epic – UK
- Zip Style Method (1982), Epic - UK No. 97
- This Time It's Personal (con Hugh Cornwell (2016), Sony - UK No. 34
- The Luckiest Guy Alive (2018), Macmillan Digital Audio

#### Compilaciones
- Me and My Big Mouth (1981), Epic
- Word of Mouth: The Very Best of John Cooper Clarke (2002), Sony
- Anthologia (2015), Sony

### Singles, EPs
- Innocents EP (1977), Rabid
- "Post-War Glamour Girl" (1978), CBS [3]
- "Gimmix! (Play Loud)" (1978), Epic – UK No. 39
- "Splat"/"Twat" (1979), Epic
- "The It Man" (1980), Epic
- "The Day My Pad Went Mad" (1982), Epic
- "Night People" (1982), Epic
- "Pity the Plight" (2012 Ill manors album – Plan B)

### DVDs y videos
- Ten Years in an Open-Necked Shirt (1981) Channel 4/British Arts Council  (relanzado en 2015)[4]
- Evidently, John Cooper Clarke (2012), Click Films/BBC
- South of the Border – Live (2013), Click Films/Safecracker Pictures
- Ten Years In An Open-Necked Video: the (Early) Archive Performances (2016), Ozit Records

### Películas
- Streets (1977), Beggars Banquet – "Innocents"
- Short Circuit – Live At The Electric Circus[5] (1978), Virgin (varios artistas,con Clarke interpretando "(You Never See a Nipple In The) Daily Express" y "I Married a Monster From Outer Space"
- Urgh! A Music War (1981), Warners – "Health Fanatic"
- The Old Grey Whistle Test Volume 3 (2004), 2 Entertain – "I Don't Want to Be Nice"
- Poets, Punks, Beatniks and Counter Culture Heroes (2010), Ozit – incluye pocas actuaciones de inicios de los años 1980

### Poemarios
- Directory (1979), Omnibus Press
- Ten Years in an Open Necked Shirt (1983), Arena
- The Luckiest Guy Alive (2018),
- What (2024), Pan Macmillan, ISBN 9781035033164

### Prosa
- I Wanna Be Yours (autobiografía, 2020), Picador, ISBN 1509896104